# Schnelles Glück
Schnelles Glück ist ein Dokumentarfilm des DEFA-Studios für Dokumentarfilme von Petra Tschörtner aus dem Jahr 1989.

## Handlung
Die Kamera zeigt die Halle mit den Totokassen der Trabrennbahn Karlshorst in Berlin und wendet sich der Rentnerin Herta Rogau hinter einem dieser Wettschalter zu. Während die Rennbahnbesucher ihre Wetten abgeben, erzählt sie, wie sie zu dieser Arbeit kam. Vor 15 Jahren bekommt sie von einer Freundin ihrer Tochter den Tipp, dass sie sich auf der Rennbahn etwas Urlaubsgeld zur Rente hinzuverdienen kann. Herta bewirbt sich, wird umgehend an einem Schalter eingewiesen und gleich am ersten Tag als Kassiererin eingesetzt. Ihr gefällt heute noch das Fluidum in der Halle und dass alle Leute freundlich und fröhlich sind. Sie selbst hat noch nie gewettet, denn das ist alles Glückssache und richtig reich werden kann man damit nicht, meint sie.
Zu Beginn eines jeden Rennens leert sich die Halle völlig, da sich alle Rennbahnbesucher auf und vor den Tribünen befinden, um den spannenden Kämpfen der Sulkyfahrer zuzusehen. Herta nutzt die Zeit zur Abrechnung der bei ihr abgegebenen Wetten und erzählt von den verschiedenen Beweggründen ihrer Kunden. Nach dem Ende eines Rennens füllt sich die Halle vor den Wettschaltern sofort wieder, da die einen neue Wetten abschließen und die anderen ihre Gewinne abholen wollen.

## Produktion und Veröffentlichung
Schnelles Glück wurde von der Künstlerischen Arbeitsgruppe kinobox unter dem Arbeitstitel Rennbahn als Schwarzweißfilm gedreht und hatte am 26. Mai 1989 Premiere.